# Adicella ellipsoidalis
Adicella ellipsoidalis är en nattsländeart som beskrevs av Yang och Morse 2000. Adicella ellipsoidalis ingår i släktet Adicella och familjen långhornssländor. Inga underarter finns listade i Catalogue of Life.